# Hākuturi
Dans la mythologie maori, les Hākuturi sont les gardiens de la forêt. Ils sont responsables de la protection de la forêt et de la vengeance de la profanation du caractère sacré de la forêt. 

## Mythe
Dans le mythe de Rata, les Hākuturi ont reconstruit l'arbre que celui-ci avait coupé sans faire d'incantations. Quand il s'excusa, les Hākuturi lui ont construit un radeau pour qu'il accomplisse sa quête. Les Hākuturi sont les enfants de Tāne, dieu de la forêt et ancêtre des oiseaux. Ils ressemblent à des oiseaux.